# Short Admiralty Type 81
La Short Admiralty Type 81 fue una serie de hidroaviones británicos biplaza construidos antes de la Primera Guerra Mundial y utilizados por el Real Servicio Aéreo Naval en los primeros años de la guerra. Estaban propulsados por motores rotativos Gnome Lambda-Lambda de 14 cilindros y dos filas, de 120 kW (160 hp), y poseía alas plegables para facilitar el almacenamiento a bordo, de ahí el popular nombre Short Folder (plegador), compartido con varios otros hidroaviones fabricados por Short Brothers.

## Diseño y desarrollo
Durante 1913, Short Brothers recibió encargos por dos nuevos modelos de hidroaviones para el Real Servicio Aéreo Naval británico (RNAS): un biplano de dos vanos propulsado por un motor rotativo Gnome Lambda-Lambda de dos filas y 120 kW (160 hp), de los cuales se encargaron dos ejemplares, y un biplano de tres vanos más ligero y menos potente, propulsado por un motor Gnome Omega-Omega de 75 kW (100 hp), el Short Admiralty Type 74, del que se encargaron siete aparatos.
El primero de ellos en aparecer fue el avión propulsado el Gnome de 160 hp, el primero de los cuales tenía el número de construcción S.63 de Shorts y la matrícula 81 de la Marina Real, y realizó su vuelo inaugural en julio de 1913, pilotado por Charles Rumney Samson. Poseía alas de gran alargamiento y envergaduras desiguales, que estaban equipadas con grandes alerones en las alas superiores y se plegaban para facilitar el almacenamiento a bordo de los barcos. El segundo Folder de 160 hp, matrícula 82, le siguió en marzo de 1914, siguiéndole dos más (89 y 90 con alas de tres vanos y un mecanismo de plegado mejorado, probado por el Short S.41. Otros cinco Folder (119-122, 186), propulsados por Gnome de 160 hp, se entregaron en 1914, con fuselajes más largos y alas más grandes de tres vanos de 20,4 m de envergadura, en comparación con los 17,1 m de la primera aeronave). Los Gnome de dos filas demostraron ser poco fiables y fueron equipados con un gran escape de tipo embudo encima del capó.

## Historia operacional
El RNAS recibió el 81 el 17 de julio de 1913, y fue desplegado rápidamente a bordo del crucero HMS Hermes, que se había convertido en el primer portahidroaviones de la Marina Real, para las maniobras navales de 1913, donde se utilizó para realizar misiones de reconocimiento, utilizando un aparato de radio para informar de la posición de los navíos. Un fallo en el motor el 1 de agosto provocó que el 81 amerizara a unas 50 millas de Great Yarmouth, pero, aunque dañado, fue rescatado por el transportista maderero alemán Clara Mennig. El segundo avión (82) participó en la infructuosa búsqueda del submarino desaparecido HMS A7, mientras que cuatro Folder de 160 hp participaron en la Revista de la Flota de Spithead en julio de 1914.
El RNAS recibió el hidroavión Sopwith Special, que fue diseñado específicamente para lanzar un torpedo de 14 pulgadas, a principios de julio de 1914, pero resultó incapaz de despegar mientras llevaba el arma planeada (o inicialmente planeada), por lo que el jefe de escuadrón Arthur Longmore, jefe de la estación de hidroaviones de Calshot, que estaba llevando a cabo las pruebas de torpedos, sugirió que uno de los Folder de 160 hp se modificara para lanzar torpedos. Shorts produjo rápidamente planos del equipo de lanzamiento de torpedos, y el avión número 121, pilotado por Longmore, llevó a cabo el primer lanzamiento de torpedos realizado por un avión británico, el 28 de julio de 1914. Aunque varios otros Folder de 160 hp fueron equipados con el equipo de lanzamiento de torpedos, la modificación tenía poca utilidad práctica, ya que cuando llevaba un torpedo no podía transportarse a un observador, e incluso con sólo 30 minutos de combustible estaba muy sobrecargado.
Tras el estallido de la Primera Guerra Mundial en agosto de 1914, la Armada Real compró tres transbordadores rápidos que cruzaban el canal para usarlos como portahidroaviones, siendo uno de ellos el HMS Engadine, al que asignaron tres Folder de 160 hp. Cuando el Engadine participó en el ataque a Cuxhaven el día de Navidad de 1914, dos de sus Folder despegaron como parte de la fuerza de ataque, uno regresó al Engadine y el otro amerizó cerca del submarino E11 de la Armada Real, que recuperó a su tripulación.
Tres Folder de 160 hp fueron enviados a Durban en marzo de 1915 para participar en operaciones contra el crucero alemán Königsberg, bloqueado en el delta del Ruji, en el África Oriental Alemana. Los Shorts se debatieron en las condiciones cálidas y húmedas del este de África, siendo incapaces de transportar ninguna carga de bombas, pero fueron utilizados para realizar reconocimientos del Königsberg antes de ser reemplazados en junio de ese año por un Caudron G.III y dos Farman F.27.

## Operadores
Reino Unido
- Real Servicio Aéreo Naval

## Especificaciones (119-122,186del RNAS)
Referencia datos: Shorts Aircraft since 1900

### Características generales
- Tripulación: Dos
- Longitud: 12,8 m (42 ft)
- Envergadura: 20,4 m (67 ft)
- Superficie alar: 64 m² (688,9 ft²)
- Peso vacío: 1383 kg (3048,1 lb)
- Peso cargado: 3500 kg (7714 lb)
- Planta motriz: 1× motor rotativo de 14 cilindros en dos filas refrigerado por aire Gnome 14 Double Lambda.
  - Potencia: 120 kW (165 HP; 163 CV)
- Hélices: Bipala de paso fijo

### Rendimiento
- Velocidad máxima operativa (Vno): 126 km/h (78 MPH; 68 kt)
- Alcance: 5 h
- Tiempo a altitud: 5 min 30 s para 915 m (3000 pies)[3]

### Armamento
- Bombas: 4 de 50 kg o 1 torpedo de 370 kg[3]

## Aeronaves relacionadas

### Secuencias de designación
- Secuencia Numérica (interna de Admiralty): 3 - 42 - 74 - 81 - 135 - 136 - 166 →